# Annegret Hölzig
Annegret Hölzig (* 29. Mai 1997 in Düren) ist eine deutsche Volleyballspielerin.

## Karriere
Annegret Hölzigs Vater ist der ehemalige deutsche Nationalspieler Franko Hölzig und ihr älterer Bruder Max spielte ebenfalls Volleyball. Ihre eigene Karriere begann sie im Alter von zehn Jahren. In ihrer Jugend wurde sie mit der SG Rotation Prenzlauer Berg mehrfach deutsche Meisterin. Von 2012 bis 2015 spielte die Außenangreiferin im Nachwuchsteam VC Olympia Berlin, wo sie bis 2014 in der zweiten Liga und 2014/15 in der ersten Bundesliga zum Einsatz kam. Mit dem deutschen Nachwuchs wurde sie Siebte bei der Europameisterschaft 2013.
2015 wechselte Hölzig zum Erstligisten SC Potsdam. In der Saison 2015/16 schied Potsdam im Pokal-Achtelfinale aus und erreichte das Playoff-Viertelfinale. Beim Volleyball World Grand Prix 2016 hatte Hölzig ihre ersten Einsätze in der deutschen Nationalmannschaft. In der folgenden Saison schaffte es der Verein ins Pokal-Halbfinale, musste sich aber in der Bundesliga erneut im Viertelfinale geschlagen geben. 2017/18 erreichte Potsdam im DVV-Pokal und in den Bundesliga-Playoffs jeweils das Viertelfinale. In der folgenden Saison ging es jeweils eine Runde weiter, als die Brandenburgerinnen im DVV-Pokal 2018/19 und in der Bundesliga ins Halbfinale kamen. Im DVV-Pokal 2019/20 stand Potsdam im Viertelfinale und in der abgebrochenen Bundesliga-Saison waren das Team Dritter.
2020 wechselte Hölzig zum Ligakonkurrenten NawaRo Straubing. Die bayrische Mannschaft schied im DVV-Pokal 2020/21 im Achtelfinale aus und unterlag im Playoff-Viertelfinale. Die Außenangreiferin wurde anschließend vom SSC Palmberg Schwerin verpflichtet. In der ersten Saison verlor das Team im DVV-Pokal 2021/22 im Achtelfinale, schaffte es aber in Bundesliga-Playoffs ins Halbfinale. 2022/23 gewann Hölzig mit Schwerin den DVV-Pokal und wurde Dritte in der Bundesliga. Mit der Nationalmannschaft nahm sie an der Europameisterschaft 2023 teil. Dabei zog sie sich im Achtelfinale jedoch einen Kreuzbandriss und Meniskusriss zu, weshalb sie monatelang pausieren musste. Im DVV-Pokal 2023/24 schied der Titelverteidiger im Viertelfinale aus, bevor der SSC im Playoff-Finale deutscher Vizemeister wurde. In der Bundesligasaison 2024/25 gewann dann Annegret Hölzig mit dem SSC Palmberg Schwerin im April 2025 zum ersten Mal die deutsche Meisterschaft.